# Dactylokepon hunterae
Dactylokepon hunterae là một loài chân đều trong họ Bopyridae. Loài này được Wells & Wells miêu tả khoa học năm 1966.